# .ly
.ly – krajowa domena internetowa najwyższego poziomu (TLD), przypisana od 23 kwietnia 1997 roku do Libii i administrowana przez NIC.LY.

## Domeny drugiego poziomu
- com.ly: usługi komercyjne
- net.ly: usługi związane z Internetem
- gov.ly: rząd i ministerstwa
- plc.ly: państwowe spółki
- edu.ly: instytucje edukacyjne i szkoleniowe
- sch.ly: szkoły
- med.ly: usługi związane ze zdrowiem
- org.ly: organizacje non-profit
- id.ly: osoby.
- bit.ly: skracacz linków; tzw. link shortener